# Campeonato Sul-Americano de Futebol Sub-20 de 2007
O Campeonato Sul-Americano de Futebol Sub-20 de 2007 foi disputado no Paraguai e teve como vencedor o Brasil. Esse torneio, diferentemente das outras edições, teve agregada a qualificatória para o torneio de futebol dos Olimpíadas de Pequim 2008. Brasil, campeão pela nona vez, e Argentina, vice-campeã, garantiram vaga para o Campeonato Mundial sub-20 e para os Jogos Olímpicos de Pequim. Já Uruguai e Chile, respectivamente terceiro e quarto colocados, classificaram-se apenas para o Mundial.

## Primeira fase

### Grupo A
| Equipe   | Pts | J | V | E | D | GP | GC |
| -------- | --- | - | - | - | - | -- | -- |
| Brasil   | 10  | 4 | 3 | 1 | 0 | 10 | 4  |
| Paraguai | 8   | 4 | 2 | 2 | 0 | 3  | 1  |
| Chile    | 6   | 4 | 2 | 0 | 2 | 10 | 7  |
| Bolívia  | 4   | 4 | 1 | 1 | 2 | 4  | 8  |
| Peru     | 0   | 4 | 0 | 0 | 4 | 4  | 11 |

| 7 de janeiro | Brasil                                          | 4 – 2 | Chile                  | Monumental Río Parapití, Pedro Juan Caballero |
| 19:50        | Leandro Lima 46', 65' · Alexandre Pato 71', 76' |       | Isla 29' · Sánchez 73' | Árbitro: ARG Sergio Pezzotta                  |

| 7 de janeiro | Paraguai | 0 – 0 | Bolívia | Monumental Río Parapití, Pedro Juan Caballero |
| 22:00        |          |       |         | Árbitro: COL Albert Duarte                    |

| 9 de janeiro | Paraguai   | 1 – 0 | Chile | Monumental Río Parapití, Pedro Juan Caballero |
| 19:50        | Bogado 15' |       |       | Árbitro: URU Roberto Silvera                  |

| 9 de janeiro | Brasil        | 2 – 1 | Peru        | Monumental Río Parapití, Pedro Juan Caballero |
| 22:00        | Lucas 9', 90' |       | Ismodes 33' | Árbitro: ECU Samuel Haro                      |

| 11 de janeiro | Bolívia | 0 – 4 | Chile                                           | Monumental Río Parapití, Pedro Juan Caballero |
| 19:50         |         |       | Larrondo 15', 32' · Vidangossy 40' · Arenas 66' | Árbitro: VEN Manuel Andarcia                  |

| 11 de janeiro | Paraguai          | 1 – 0 | Peru | Monumental Río Parapití, Pedro Juan Caballero |
| 22:00         | Huerta 37' (g.c.) |       |      | Árbitro: ARG Sergio Pezzotta                  |

| 13 de janeiro | Peru                            | 2 – 4 | Chile                                 | Monumental Río Parapití, Pedro Juan Caballero |
| 18:50         | Elias 34' · Larrondo 86' (g.c.) |       | Medina 9', 70' (pen) · Vidal 64', 79' | Árbitro: COL Albert Duarte                    |

| 13 de janeiro | Brasil                                           | 3 – 0 | Bolívia | Monumental Río Parapití, Pedro Juan Caballero |
| 22:00         | Luiz Adriano 62' · Tchô 70' · Alexandre Pato 90' |       |         | Árbitro: ECU Samuel Haro                      |

| 15 de janeiro | Peru         | 1 – 4 | Bolívia                                               | Monumental Río Parapití, Pedro Juan Caballero |
| 19:50         | Quiñónez 18' |       | Pinedo 34' · Campos 75' (pen), 76' (pen) · Fierro 78' | Árbitro: VEN Manuel Andarcia                  |

| 15 de janeiro | Brasil   | 1 – 1 | Paraguai    | Monumental Río Parapití, Pedro Juan Caballero |
| 22:00         | Tchô 87' |       | Benítez 64' | Árbitro: URU Roberto Silvera                  |

### Grupo B
| Equipe    | Pts | J | V | E | D | GP | GC |
| --------- | --- | - | - | - | - | -- | -- |
| Colômbia  | 9   | 4 | 3 | 0 | 1 | 5  | 3  |
| Uruguai   | 7   | 4 | 2 | 1 | 1 | 6  | 5  |
| Argentina | 5   | 4 | 1 | 2 | 1 | 11 | 6  |
| Equador   | 4   | 4 | 1 | 1 | 2 | 5  | 5  |
| Venezuela | 3   | 4 | 1 | 0 | 3 | 3  | 11 |

| 8 de Janeiro de 2007 19:50 | Uruguai | 0–1 | Venezuela | Estadio Antonio Oddone Sarubbi, Ciudad del Este Árbitro: Víctor Hugo Rivera (Peru) |
|                            |         |     | Antón 10' |                                                                                    |

| 8 de Janeiro de 2007 22:00 | Argentina | 1–1 | Equador       | Estadio Antonio Oddone Sarubbi, Ciudad del Este Árbitro: Ricardo Grance (Paraguai) |
|                            | Abán 56'  |     | Rodríguez 73' |                                                                                    |

| 10 de Janeiro de 2007 19:50 | Uruguai                 | 2–1 | Equador     | Estadio Antonio Oddone Sarubbi, Ciudad del Este Árbitro: Enrique Osses (Chile) |
|                             | Cavani 49' Figueroa 61' |     | Moreira 80' |                                                                                |

| 10 de Janeiro de 2007 22:00 | Argentina | 1–2 | Colômbia                  | Estadio Antonio Oddone Sarubbi, Ciudad del Este Árbitro: Leonardo Gaciba (Brasil) |
|                             | Fazio 10' |     | Mosquera 71' Quintero 77' |                                                                                   |

| 12 de Janeiro de 2007 19:50 | Venezuela | 1–3 | Equador                              | Estadio Antonio Oddone Sarubbi, Ciudad del Este Árbitro: Iván Gamboa (Bolivia) |
|                             | Antón 85' |     | Moreira 55' Arroyo 73' (P) Ayoví 84' |                                                                                |

| 12 de Janeiro de 2007 22:00 | Uruguai    | 1–0 | Colômbia | Estadio Antonio Oddone Sarubbi, Ciudad del Este Árbitro: Ricardo Grance (Paraguai) |
|                             | Cavani 54' |     |          |                                                                                    |

| 14 de Janeiro de 2007 19:50 | Colômbia | 1–0 | Equador | Estadio Antonio Oddone Sarubbi, Ciudad del Este Árbitro: Víctor Hugo Rivera (Peru) |
|                             | Pino 63' |     |         |                                                                                    |

| 14 de Janeiro de 2007 22:00 | Argentina                                              | 6–0 | Venezuela | Estadio Antonio Oddone Sarubbi, Ciudad del Este Árbitro: Enrique Osses (Chile) |
|                             | Mouche 11', 27', 62' Moralez 43' Sosa 86' Di Santo 90' |     |           |                                                                                |

| 16 de Janeiro de 2007 19:50 | Colômbia                  | 2–1 | Venezuela      | Estadio Antonio Oddone Sarubbi, Ciudad del Este Árbitro: Iván Gamboa (Bolivia) |
|                             | Cárdenas 52' Palomino 61' |     | Piedrahita 27' |                                                                                |

| 16 de Janeiro de 2007 22:00 | Argentina                    | 3–3 | Uruguai                      | Estadio Antonio Oddone Sarubbi, Ciudad del Este Árbitro: Leonardo Gaciba (Brasil) |
|                             | Di María 27', 42' Sosa 45+1' |     | Cavani 6', 60' (P) Laens 77' |                                                                                   |

## Fase final
| Equipe    | Pts | J | V | E | D | GP | GC | Saldo |
| --------- | --- | - | - | - | - | -- | -- | ----- |
| Brasil    | 11  | 5 | 3 | 2 | 0 | 10 | 5  | +5    |
| Argentina | 9   | 5 | 2 | 3 | 0 | 4  | 2  | +2    |
| Uruguai   | 7   | 5 | 2 | 1 | 2 | 7  | 6  | +1    |
| Chile     | 6   | 5 | 1 | 3 | 1 | 10 | 6  | +4    |
| Paraguai  | 6   | 5 | 2 | 0 | 3 | 7  | 9  | -2    |
| Colômbia  | 1   | 5 | 0 | 1 | 4 | 2  | 12 | -10   |

| 19 de Janeiro de 2007 | Paraguai       | 1–3 | Uruguai                                     | Estadio Defensores del Chaco, Assunção Árbitro: Leonardo Gaciba (Brasil) |
|                       | Bogado 64' (P) |     | Kagelmacher 3' Vonder Putten 14' Cavani 26' |                                                                          |

| 19 de Janeiro de 2007 | Colômbia | 0–5 | Chile                                               | Estadio Defensores del Chaco, Assunção Árbitro: Ricardo Grance (Paraguai) |
|                       |          |     | Sánchez 36' Medina 53', 60' Larrondo 72' Arenas 84' |                                                                           |

| 19 de Janeiro de 2007 | Brasil                     | 2–2 | Argentina           | Estadio Defensores del Chaco, Assunção Árbitro: Roberto Silvera (Uruguai) |
|                       | Luiz Adriano 28' Lucas 60' |     | Sosa 47' Cahais 58' |                                                                           |

| 21 de Janeiro de 2007 | Paraguai | 0–1 | Argentina  | Estádio Feliciano Cáceres, Luque Árbitro: Víctor Hugo Rivera (Peru) |
|                       |          |     | Cahais 33' |                                                                     |

| 21 de Janeiro de 2007 | Brasil                      | 2–2 | Chile            | Estádio Feliciano Cáceres, Luque Árbitro: Alberte Duarte (Colômbia) |
|                       | Alexandre Pato 69' Tchô 85' |     | Vidal 84', 90+4' |                                                                     |

| 21 de Janeiro de 2007 | Colômbia | 0–2 | Uruguai                   | Estádio Feliciano Cáceres, Luque Árbitro: Sergio Pezzotta (Argentina) |
|                       |          |     | Figueroa 56' Cavani 90+3' |                                                                       |

| 23 de Janeiro de 2007 | Argentina | 0–0 | Chile | Estadio Defensores del Chaco, Assunção Árbitro: Ricardo Grance (Paraguai) |
|                       |           |     |       |                                                                           |

| 23 de Janeiro de 2007 | Colômbia              | 2–3 | Paraguai                  | Estadio Defensores del Chaco, Assunção Árbitro: Samuel Haro (Equador) |
|                       | Chalar 17' Pino 45+1' |     | Acuña 27' 73' Benítez 60' |                                                                       |

| 23 de Janeiro de 2007 | Brasil                                 | 3–1 | Uruguai    | Estadio Defensores del Chaco, Assunção Árbitro: Sergio Pezzotta (Argentina) |
|                       | David 15' Alexandre Pato 32' Edgar 38' |     | Cavani 81' |                                                                             |

| 25 de Janeiro de 2007 | Chile      | 1–1 | Uruguai    | Estadio Defensores del Chaco, Assunção Árbitro: Leonardo Gaciba (Brasil) |
|                       | Medina 15' |     | Díaz 90+1' |                                                                          |

| 25 de Janeiro de 2007 | Argentina | 0–0 | Colômbia | Estadio Defensores del Chaco, Assunção Árbitro: Samuel Haro (Equador) |
|                       |           |     |          |                                                                       |

| 25 de Janeiro de 2007 | Brasil        | 1–0 | Paraguai | Estadio Defensores del Chaco, Assunção Árbitro: Roberto Silvera (Uruguai) |
|                       | Danilinho 90' |     |          |                                                                           |

| 28 de Janeiro de 2007 | Paraguai                            | 3–2 | Chile                | Estadio Defensores del Chaco, Assunção Árbitro: Samuel Haro (Equador) |
|                       | Bogado 47' (P) Acuña 55' Escobar 61 |     | Arenas 19' Vidal 58' |                                                                       |

| 28 de Janeiro de 2007 | Uruguai | 0 – 1 | Argentina    | Estadio Defensores del Chaco, Assunção |
| 19:50                 |         |       | Acosta 90+2' | Árbitro: PAR Ricardo Grance            |

| 28 de Janeiro de 2007 | Brasil                      | 2 – 0 | Colômbia | Estadio Defensores del Chaco, Assunção |
| 22:00                 | Lucas Leiva 25' · Edgar 45' |       |          | Árbitro: PER Víctor Hugo Rivera        |

| Campeão          |
| ---------------- |
| BRASIL 9º título |

## Classificados para oCampeonato Mundial de Futebol Sub-20
- Brasil
- Argentina
- Uruguai
- Chile

## Classificados para asOlimpíadas de 2008
- Brasil
- Argentina

## Artilharia
7 gols
- Edinson Cavani

6 gols
- Arturo Vidal

5 gols
- Alexandre Pato
- Nicolás Esteban Medina

4 gols
- Lucas

3 gols
- Pablo Mouche
- Ismael Sosa
- Tchô
- Nicolás Larrondo
- Carlos Javier Acuña
- Cristian Bogado